# Odo van Maelcote
Odo van Maelcote (Brussel, 1572 - Rome, 14 mei 1615) was een jezuïet en wiskundige afkomstig uit de Zuidelijke Nederlanden (België).

## Biografie
Odo was de oudste zoon van Jan van Maelcote (Leuven, 1537-1616). Na zijn humaniora studies werd hij in 1590 jezuïet te Doornik op zeventienjarige leeftijd. Hij studeerde aan de universiteit van Dowaai, misschien bij Francois d'Aguillon. Wiskunde werd zijn favoriete studie-onderwerp en zijn oversten stuurden hem naar Rome op uitnodiging van Christopher Clavius. In Rome assisteerde hij Christoph Grienberger in het Collegio Romano. In 1610 vroegen de jezuïeten en de hogere kerkbestuurders aan Grienberger, Christopher Clavius en Odo van Maelcote om hun mening over de nieuwe fenomenen die Galileo Galilei ontdekt had met zijn telescoop. Grienberger had veel sympathie voor Galileo's theorie over de beweging. Galileo werd uitgenodigd voor een banket door de wiskundigen van het Collegio Romanum en Odo hield een lovende redevoering voor Galileo in diens aanwezigheid in het Collegio Romanum op 18 mei 1611. Desondanks werden ze gevraagd om de Aristotelische wereldvisie op het universum van Claudio Acquaviva, de generale overste van de jezuïeten te verdedigen. In hetzelfde jaar, 1611, bevindt Odo zich opnieuw in Brussel. Later vertrekt hij weer naar Rome en sterft er op jonge leeftijd in 1615.